# Almási László (labdarúgó, 1999)
Almási László (Pozsony, 1999. március 6. –) szlovákiai magyar válogatott labdarúgó, jelenleg a Baník Ostrava játékosa.

## Pályafutása

### Klubcsapatokban
Fiatalkorában a Dunaszerdahely és a Szenice alsóbb korosztályos csapataiban szerepelt. Profi karrierjét 2016-ban kezdte az FK Senica színeiben, első meccsét az FC ViOn Zlaté Moravce ellen játszotta.
2025. február 12-étől a Zalaegerszegi TE játékosa, kölcsönben.

### A válogatottban
2021. október 8-án debütált a szlovák labdarúgó-válogatottban az Oroszország elleni idegenbeli VB-selejtezőn.

## Külső hivatkozások
- FK Senica hivatalos oldala
- A Fortuna Liga oldalán
- Almási László adatlapja a Soccerway oldalon (angolul)
- Futbalnet Profil